# Jenseits von Eden (Album)
Jenseits von Eden ist das zweite Studioalbum des deutschen Sängers Nino de Angelo, das im Januar 1984 erschien.

## Entstehung und Veröffentlichung
Die Erstveröffentlichung von Jenseits von Eden erfolgte im Januar 1984 bei Polydor. Das Album erschien in seiner Originalausführung als CD (Katalognummer: 817 600-2), LP (Katalognummer: 817 600-1) und MC (Katalognummer: 817 600-4) mit zwölf Titeln. Am 29. August 2014 erschien eine Neuauflage des Albums, als Teil der „Originale“-Reihe, die um zwei Bonustitel erweitert wurde (Katalognummer: 06025 3790707).
Geschrieben wurden alle Lieder von wechselnden Autoren, darunter namhafte Musiker wie Howard Carpendale oder auch Drafi Deutscher. De Angelo selbst war beim Schreibprozess von drei Liedern beteiligt. Für die Produktion aller Lieder zeichneten Joachim Horn-Bernges und Elmar Kast verantwortlich, die beide auch als Autoren agierten.

## Titelliste
| Nr. | Titel                          | Autor(en)                                               | Produzent(en)                    | Länge |
| --- | ------------------------------ | ------------------------------------------------------- | -------------------------------- | ----- |
| 1.  | Jenseits von Eden              | Drafi Deutscher, Chris Evans, Joachim Horn-Bernges      | Elmar Kast, Joachim Horn-Bernges | 4:15  |
| 2.  | Der letzte König               | Howard Carpendale, Nino de Angelo, Joachim Horn-Bernges | Elmar Kast, Joachim Horn-Bernges | 3:59  |
| 3.  | Der Roboter weinte             | Joachim Horn-Bernges                                    | Elmar Kast, Joachim Horn-Bernges | 4:34  |
| 4.  | Ich kann nicht leben damit     | Elmar Kast, Nino de Angelo, Joachim Horn-Bernges        | Elmar Kast, Joachim Horn-Bernges | 3:53  |
| 5.  | Super Jim X-4                  | Joachim Horn-Bernges                                    | Elmar Kast, Joachim Horn-Bernges | 3:49  |
| 6.  | Leben                          | Elmar Kast, Joachim Horn-Bernges                        | Elmar Kast, Joachim Horn-Bernges | 3:24  |
| 7.  | Und wenn ich abends einschlaf' | Joachim Horn-Bernges                                    | Elmar Kast, Joachim Horn-Bernges | 4:08  |
| 8.  | Gefühle in mir                 | Howard Carpendale, Joachim Horn-Bernges                 | Elmar Kast, Joachim Horn-Bernges | 3:28  |
| 9.  | Wann bricht das Eis            | Charlie Skarbek, Tim Smit, Joachim Horn-Bernges         | Elmar Kast, Joachim Horn-Bernges | 4:23  |
| 10. | Die wilden Jahre               | Nino de Angelo, Joachim Horn-Bernges                    | Elmar Kast, Joachim Horn-Bernges | 3:32  |
| 11. | Gar nicht mehr                 | Elmar Kast, Joachim Horn-Bernges                        | Elmar Kast, Joachim Horn-Bernges | 3:43  |
| 12. | Sternenstaubsucher             | Jürgen Triebel, Horst Krause                            | Elmar Kast, Joachim Horn-Bernges | 3:52  |

## Kommerzieller Erfolg

### Chartplatzierungen
| ChartsChartplatzierungen | Höchstplatzierung | Wochen |
| ------------------------ | ----------------- | ------ |
| Deutschland (GfK)        | 2 (25 Wo.)        | 25     |
| Österreich (Ö3)          | 5 (10 Wo.)        | 10     |
| Schweiz (IFPI)           | 2 (15 Wo.)        | 15     |

| ChartsJahrescharts (1984) | Platzierung |
| ------------------------- | ----------- |
| Deutschland (GfK)         | 21          |
| Österreich (Ö3)           | 29          |
| Schweiz (IFPI)            | 24          |

### Auszeichnungen für Musikverkäufe
| Land/Region        | Auszeichnungen für Musikverkäufe (Land/Region, Auszeichnung, Verkäufe) | Verkäufe |
| ------------------ | ---------------------------------------------------------------------- | -------- |
| Deutschland (BVMI) | Gold                                                                   | 250.000  |
| Insgesamt          | 1× Gold ·                                                              | 250.000  |